# Progres (Star Trek: Deep Space Nine)
„Progres” (titlu original: „Progress”) este al 15-lea episod din primul sezon al serialului TV american științifico-fantastic Star Trek: Deep Space Nine. A avut premiera la 9 mai 1993.
Episodul a fost regizat de Les Landau după un scenariu de Peter Allan Fields.

## Prezentare
Kira Nerys are de-a face cu un fermier încăpățânat, care refuză să-și părăsească locuința, deși aceasta urmează a fi demolată. 

## Actori ocazionali
- Aron Eisenberg - Nog
- Brian Keith - Mullibok
- Nicholas Worth - Alien Captain
- Michael Bofshever - Toran
- Terrence Evans - Baltrim
- Annie O'Donnell - Keena
- Daniel Riordan - Guard